# M/S Tiger

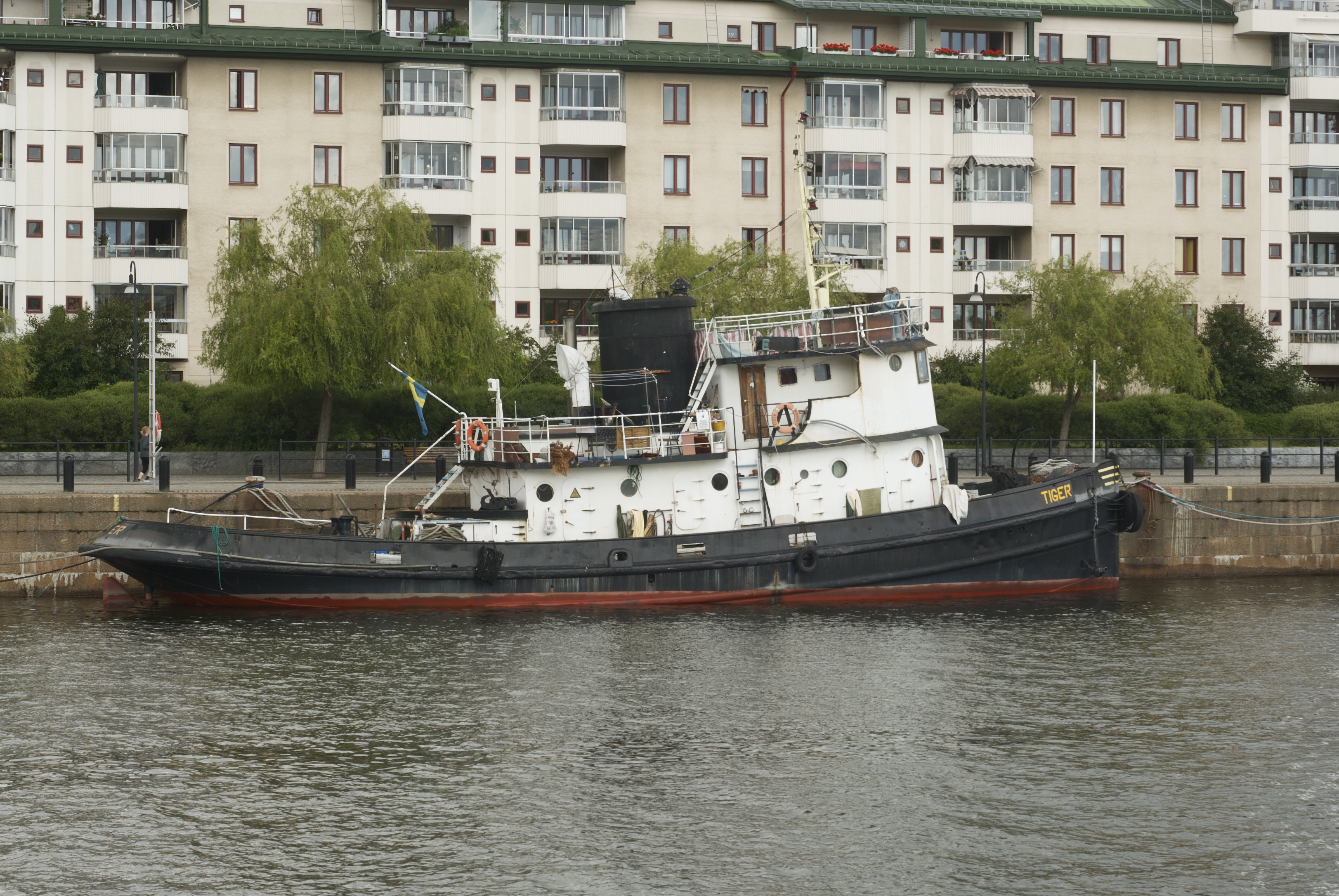
Tiger vid sin kajplats i Norra Hammarbyhamnen.

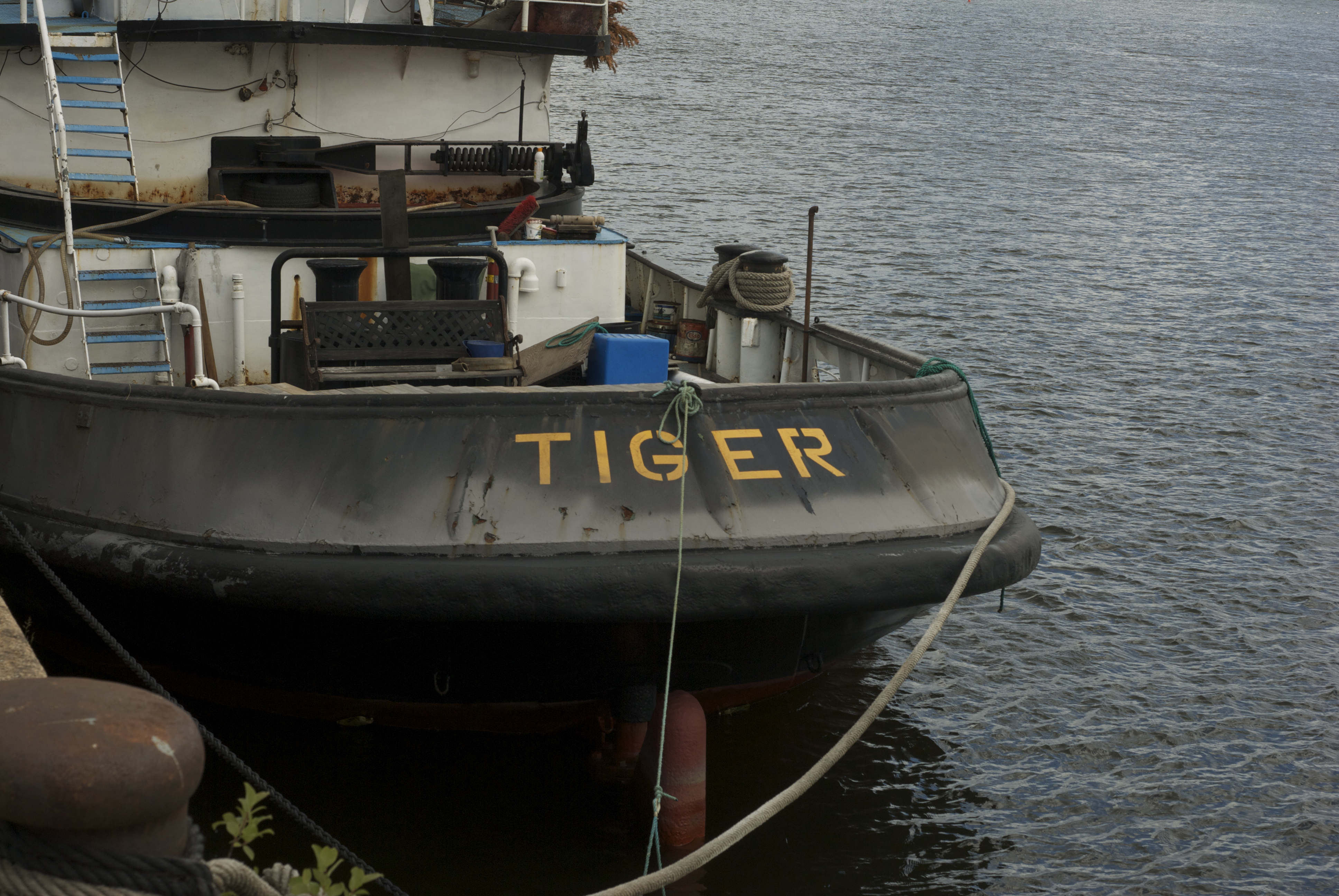
Fartygets akter

M/S Tiger, ursprungligen ST 479  (Small Tug 479), är en bogserbåt byggd 1944 i Florida för den amerikanska arméns räkning. 
Fartyget färdigställdes den första april 1944 och skickades direkt över atlanten tillsammans med ett antal systerskepp för att bogsera flytande hamnkasunerna på plats i samband med Landstigningen i Normandie (se Mullbärshamnen).
Fartyget kom till Sverige via Nederländerna 1948 och tjänstgjorde i Karlshamn från 1952 och kom till Stockholm 1980. Hon är idag privatägd och har sin kajplats i Norra Hammarbyhamnen. Bredvid henne i Hammarbyhamnen ligger systerfartyget M/S Tampa som dock förlängdes efter kriget.

## Tekniska data
- Byggmaterial: Stål
- Byggår: 1944 i Florida, USA
- Storlek: 133 bruttoton.
- Längd över allt: 26 m.
- Bredd: 7,3 m.
- Största djup: 2,4 m.
- Motor: Clark Bros Co diesel
- Marschfart: 11 knop